# GeSbTe
GeSbTe eller germanium-antimon-tellur är en aggregationstillståndändringslegering i gruppen kalkogenidglaser. Den används i återskrivningsbara DVD-skivor (DVD-RW).